# Чехословакия на зимних Олимпийских играх 1948
Чехословакия принимала участие в Зимних Олимпийских играх 1948 года в Осло (Норвегия) в пятый раз за свою историю и завоевала одну серебряную медаль — в хоккее с шайбой.

## Состав сборной
Сборную страны представляли 6 женщин и 41 мужчина, всего 47 спортсменов. Они соревновались в 8 видах спорта:
- бобслей
- горные лыжи
- хоккей с шайбой (только мужчины)
- лыжные гонки
- лыжное двоеборье
- конькобежный спорт
- фигурное катание
- прыжки на лыжах с трамплина

Самой юной участницей сборной была 16-летняя Ирина Неколова, самым старшим участником был 41-летний бобслеист Макс Иппен. Знаменосцем сборной был Владимир Забродский.

## Результаты по видам спорта

### Бобслей
| Сани (боб) | Спортсмены                | Соревнование   | 1 заезд | 1 заезд | 2 заезд | 2 заезд | 3 заезд | 3 заезд | 4 заезд | 4 заезд | Финал  | Финал |
| Сани (боб) | Спортсмены                | Соревнование   | Время   | Место   | Время   | Место   | Время   | Место   | Время   | Место   | Время  | Место |
| ---------- | ------------------------- | -------------- | ------- | ------- | ------- | ------- | ------- | ------- | ------- | ------- | ------ | ----- |
| TCH-1      | Макс Иппен Эдуард Новотны | Мужские двойки | 1:27.2  | 14      | 1:26.4  | 13      | 1:26.3  | 14      | 1:26.7  | 14      | 5:46.6 | 14    |

| Сани (боб) | Спортсмены                                               | Соревнование     | 1 заезд | 1 заезд | 2 заезд | 2 заезд | 3 заезд | 3 заезд | 4 заезд | 4 заезд | Финал  | Финал |
| Сани (боб) | Спортсмены                                               | Соревнование     | Время   | Место   | Время   | Место   | Время   | Место   | Время   | Место   | Время  | Место |
| ---------- | -------------------------------------------------------- | ---------------- | ------- | ------- | ------- | ------- | ------- | ------- | ------- | ------- | ------ | ----- |
| TCH-1      | Макс Иппен Франтишек Зайичек Иван Шипайло Эдуард Новотны | Мужские четвёрки | 1:20.6  | 13      | 1:24.1  | 13      | 1:25.4  | 14      | 1:25.4  | 14      | 5:35.5 | 14    |

### Горнолыжный спорт
Соревнования прошли со 2 по 5 февраля на горе Пиц Наир, они одновременно считались соревнованиями чемпионата мира по горнолыжному спорту. Медали в горнолыжном спорте на Олимпийских играх разыгрывались второй раз в истории после 1936 года. В Санкт-Морице впервые медали были разыграны в скоростном спуске и слаломе.

### Конькобежный спорт
Мужчины
| Дистанция | Спортсмен       | Заезд  | Заезд |
| Дистанция | Спортсмен       | Время  | Место |
| --------- | --------------- | ------ | ----- |
| 500 м     | Владимир Коларж | 46.1   | 26    |
| 1500 м    | Владимир Коларж | 2:25.6 | 26    |
| 5000 м    | Владимир Коларж | 8:58.9 | 22    |
| 10000 м   | Владимир Коларж | DSQ    | -     |

### Прыжки на лыжах с трамплина
Соревнования прошли 7 февраля на Олимпиашанце.
| Спортсмен           | Соревнование        | 1 дистанция | 2 дистанция | Всего очков | Место |
| ------------------- | ------------------- | ----------- | ----------- | ----------- | ----- |
| Ярослав Лукеш       | Нормальный трамплин | 58.0        | 60.5        | 198.5       | 21    |
| Йозеф Цисарж        | Нормальный трамплин | 59.0        | 62.0        | 189.4       | 29    |
| Зденек Ремса        | Нормальный трамплин | 59.0        | 61.5        | 198.6       | 20    |
| Милослав Белоножник | Нормальный трамплин | 61.0        | 60.0        | 203.9       | 16    |

### Хоккей
Хоккейный турнир проходил в Санкт-Морице. Он стал по совместительству Чемпионатом мира по хоккею с шайбой 1948 года и Чемпионатом Европы по хоккею с шайбой 1948 года. Чемпионом Игр стала команда Канады, обойдя команду Чехословакии благодаря лучшей разнице заброшенных и пропущенных шайб. Команды набрали одинаковое количество очков и сыграли вничью 0:0. Чехословакия стала чемпионом Европы, завоевав серебряные олимпийские медали.

### Лыжное двоеборье
Соревнования по лыжному двоеборью (северной комбинации) прошли с 31 января по 1 февраля, они включали в себя лыжную гонку на дистанции 18 км и прыжки с трамплина, где из трёх попыток засчитывались две лучших. Был разыгран 1 комплект наград.
| Спортсмен         | Соревнование         | Лыжная гонка | Лыжная гонка | Прыжки с трамплина | Прыжки с трамплина | Прыжки с трамплина | Прыжки с трамплина | Прыжки с трамплина | Итог   | Итог           |
| Спортсмен         | Соревнование         | Очки         | Место        | 1 дистанция        | 2 дистанция        | 3 дистанция        | Очки               | Место              | Очки   | Итоговое место |
| ----------------- | -------------------- | ------------ | ------------ | ------------------ | ------------------ | ------------------ | ------------------ | ------------------ | ------ | -------------- |
| Ярослав Лукеш     | Индивидуальный зачёт | 115.50       | 37           | 63.5               | 62.0               | 65.0               | 205.4              | 12                 | 320.90 | 35             |
| Франтишек Шимунек | Индивидуальный зачёт | 142.50       | 32           | 51.0               | 50.0               | 52.0               | 169.8              | 35                 | 312.30 | 36             |
| Ярослав Кадавы    | Индивидуальный зачёт | 157.50       | 29           | 51.5               | 55.0               | 55.5               | 181.1              | 29                 | 338.60 | 31             |
| Богумил Косоур    | Индивидуальный зачёт | 169.50       | 24           | 44.5               | 47.5               | 48.5 (падение)     | 159.0              | 37                 | 328.50 | 32             |

### Лыжные гонки
Было разыграно 3 комплекта наград: 18 км, 50 км и эстафета 4×10 км — все среди мужчин.

### Фигурное катание
Мужчины
| Спортсмен    | Обязательные фигуры | Произвольная программа | Сумма баллов | Сумма мест | Итоговое место |
| ------------ | ------------------- | ---------------------- | ------------ | ---------- | -------------- |
| Зденек Фикар | 12                  | 13                     | 154.155      | 114        | 13             |
| Ладислав Чап | 10                  | 11                     | 160.233      | 96         | 10             |

Женщины
| Спортсменка     | Обязательные фигуры | Произвольная программа | Сумма баллов | Сумма мест | Итоговое место |
| --------------- | ------------------- | ---------------------- | ------------ | ---------- | -------------- |
| Дагмар Лерхова  | 15                  | 8                      | 144.433      | 112        | 13             |
| Алена Вржанова  | 7                   | 3                      | 153.044      | 44         | 5              |
| Йирина Неколова | 4                   | 4                      | 154.088      | 34         | 4              |

Пары
| Спортсмены                        | Баллы                     | Сумма мест | Итоговое место |
| --------------------------------- | ------------------------- | ---------- | -------------- |
| Блажена Книттлова и Карел Восатка | не закончили соревнование | —          | —              |

## Медали

### Серебро
- Хоккей, мужчины.